# Дайр-эль-Касси
Дайр-эль-Касси (араб. دير القاسي‎) — палестинская арабская деревня, расположенная в 26 км к северо-востоку от города Акко, которая была депопулирована во время арабо-израильской войны 1947—1949.

## География
Посёлок был расположен в 26 км к северо-востоку от города Акко, на скалистом холме в 5 км к югу от ливанской границы. Он был связан асфальтированной дорогой с Фассутой на севере и Таршихам на юго-западе. Дорога разделяла деревню на восточный и один западный квартал, или харас, восточный квартал был выше.

## История
Первая часть названия деревни, Дайр «монастырь», предполагает, что деревня могла иметь монастырь и христианское население. Однако, ко времени депопулирования деревни все люди были мусульманами. По словам жителей деревни, древние артефакты ханаанского, израильского и римского периода были обнаружены в периоды османского и британского правления. В эпоху крестоносцев она была известна как Кэсси, и в 1183 году было отмечено, что Годфри де Тор продал землю села Жослену III. В 1220 дочь Жоселина III Беатрикс де Куртенэ и её муж Отто фон Ботенлаубен, граф Хеннеберга, продали свои земли, в том числе и Кэсси, рыцарям Тевтонского ордена.

### Под властью Османской империи
Дайр-эль-Касси была включена в состав Османской империей в 1517 году и принадлежала нахии (подрайон) Джира, часть санджака Сафад (район Цфат), в 1596 году, Дайр-эль-Касси имел население 132 человека. Деревня платила налоги на ряд сельскохозяйственных культур, включая пшеницу и ячмень, а также на коз и пчёл.
В начале XVIII века Дайр-эль-Касси была укрепленной деревней, контролируемой местным шейхом (вождем) по имени Абд аль-Халик Салих. В 1740 году Шейх Захир Аль-Умар, арабский мутасауллим (сборщик налогов) из клана Аз-Заядина, сила которого росла по всей Галилее, боролся за установление контроля над Дайр-эль-Касси. Позже в том же году он сделал деревню частью своего владения, женившись на дочери Шейха Салиха, тем самым заключив союз с кланом последнего. В конце 1767 года, сын Захира Али Сафада от имени своего отца просил дать ему Дейр Ханну в управление Дайр-эль-Касси, но просьба Дейр Ханна была отклонена. Захир отказался и у них начался вооруженный конфликт, в котором победил Захир. Тем не менее, Захир помиловал Али и в конечном итоге уступил ему деревню.
Французский исследователь Виктор Герен посетил Дайр-эль-Касси в 1875 году, и, по его оценкам, в деревне проживало 350 мусульман. В конце девятнадцатого века Дайр-эль-Касси был описан в обзоре палестинского Фонда исследований Западной Палестины как расположенный на хребте, окруженный фиговыми деревьями, оливковыми деревьями и пахотными землями. Тогда его население составляло около 200 человек.
Список населения примерно с 1887 года показал, что Дайр-эль-Касси имеет около 945 жителей, все были мусульманами.

### Под Британским мандатом

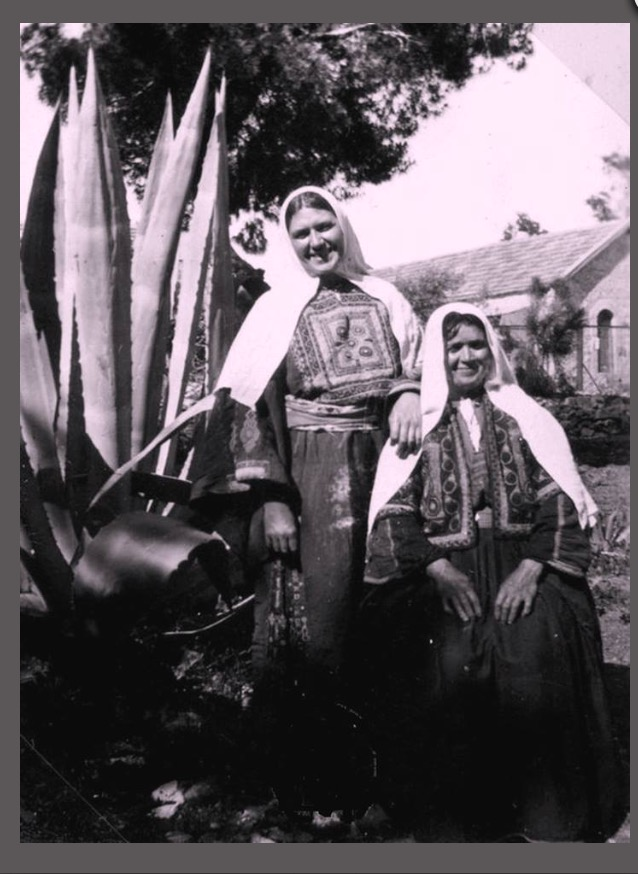
Две женщины из Дайр-эль-Касси, 1937 год

На момент переписи 1922 года в Палестине, проведенного британского властями, Дайр-эль-Касси имел население в 663 человека, все мусульмане, увеличение в 1931 году переписи, показало, что Дайр-эль-Касси имел население в 865 человек, с доминированием мусульман, живших в общей сложности в 169 домах.
Позже, Дайр-эль-Касси в большинстве продолжала быть мусульманской деревней, но имела большое христианское меньшинство. По данным переписи 1945 года было 1,250 жителей; 370 христиан и 880 мусульман. Вместе с двумя деревнями Фассута (существующими) и Эль-Мансура население составляло 2300 человек, а их общая площадь составляла 34 011 дунама. 1607 дунамов были плантациями и орошаемыми землями, 6475 использовались для зерновых, в то время как 247 дунамов были застроенными(урбанизированными) землями.

### Война 1948 года и последствия
Во время арабо-израильской войны 1948 года Дайр-эль-Касси контролировался арабской освободительной армией, но деревня была захвачена израильской армией во время её наступательной операции «Хирам» 30 октября 1948 года. Жители деревни были изгнаны 27 мая 1949 года, и большинство из них мигрировало на север в Ливан. В июне 1949 года, было отмечено, что вся Северная зона была занята израильской армией, в том числе — Таршиха, Сухмата, Дайр-эль-Касси, Тарбиха, Меирон, Эс-Самму, Сафсафе и Эр-Рас-эль-Ахмар.
Елкош, деревня созданная в 1949 году, занимает часть территории. Нетуа, основанная в 1966 году, Маттат, основана в 1979 году и Абирим, основанная в 1980 году, также на деревенской земле. Нетуа находится недалеко от соседней деревни Эль-Мансура.
Палестинский историк Валид Халиди описал оставшиеся строения на деревенской земле в 1992 году: «несколько каменных домов до сих пор используются жителями Элькоша в качестве местообитания или складов. Обломки разрушенных домов разбросаны по району. Здание школы стоит заброшенным. На участке растут инжирные, оливковые деревья и кактусы». В 2004 году некоторые остатки деревни были вывезены механическим оборудованием во время раскопок израильским управлением древностей.
В 2000 году Ибрагим Халиль Утман опубликовал книгу об истории деревни.